# Joseba Llorente
Joseba Llorente Etxarri (baskijska wymowa: [xos̺eβa ʎoɾente etʃari]; ur. 24 listopada 1979 roku w Hondarribia) – hiszpański napastnik baskijskiego pochodzenia, aktualnie występujący w CA Osasuna.
Llorente karierę zaczynał w Realu Sociedad. W pierwszym składzie tego klubu zadebiutował 3 października 1999 roku w przegranym 0-2 mecz z Realem Saragossa. W ciągu pierwszych czterech sezonów w Realu Sociedad wystąpił w La Liga tylko w 23 spotkaniach. Z tego względu dołączył do występującego wtedy w Segunda División SD Eibar. W klubie tym przebywał już wcześniej na wypożyczeniu w sezonie 2000/01.
20 stycznia 2008 roku już jako zawodnik Realu Valladolid strzelił w meczu z Espanyolem najszybszego gola w historii w ligi. Gol ten padł po 7.82 sekundy od rozpoczęcia spotkania. Llorente pobił w ten sposób poprzedni rekord należący do Dario Silvy wynoszący 8 sekund. W 2008 roku podpisał kontrakt z drużyną Villarreal CF, kosztował 5 mln euro. W 2010 roku wrócił do Realu Sociedad. W 2012 roku został wypożyczony do CA Osasuna.